# Guchengosuchus shiguaiensis
Il guchengosuco (Guchengosuchus shiguaiensis) è un rettile estinto, appartenente agli arcosauriformi. Visse tra il Triassico inferiore e il Triassico medio (Olenekiano/Anisico, circa 248/247 milioni di anni fa) e i suoi resti fossili sono stati ritrovati in Cina. 

## Descrizione
Guchengosuchus è noto per un singolo fossile incompleto e disarticolato, comprendente un cranio parziale, la mandibola, alcune vertebre, alcune costole, una scapola e alcune ossa delle zampe anteriori. Come altri animali simili (ad esempio Erythrosuchus), Guchengosuchus era dotato di un cranio alto con una sorta di "tacca" tra la premascella e la mascella. Le costole di Guchengosuchus erano dotate di tre "teste", una caratteristica riscontrata anche in Vjushkovia della Russia. Guchengosuchus doveva essere un grande predatore, lungo almeno due metri, dotato di un corpo robusto sorretto da arti relativamente corti ma potenti, in grado di assumere una postura semieretta. 

## Classificazione
Guchengosuchus shiguaiensis è stato descritto per la prima volta nel 1991, sulla base di fossili ritrovati nella formazione Ermaying inferiore nella provincia dello Shaanxi (Cina). Guchengosuchus è considerato un rappresentante degli eritrosuchidi, un gruppo di arcosauriformi primitivi di grandi dimensioni, che svilupparono una postura semieretta e si diffusero tra il Triassico inferiore e il Triassico medio. La forma delle costole, dotate di tre teste, richiama l'affine Vjushkovia.